# مرکور اسکورپیو
مرکور اسکورپیو (Merkur Scorpio) خودرویی است که در سال‌های ۱۹۸۸ تا ۱۹۸۹در کلن و آلمان تولید شده‌است. طراحی آن خودروهای موتور جلو-محور عقب بوده است.